# Pierre Rouelle
Pour les articles homonymes, voir Rouelle.
Pierre Rouelle, né à Molenbeek-Saint-Jean le 3 décembre 1910 et mort le 19 février 2002, est un homme politique belge et militant wallon et député du Rassemblement wallon.

## Biographie
Docteur en droit de l'UCL en 1932, avocat, Pierre Rouelle est un catholique qui ne fit jamais partie du PSC. Il se présente aux élections communales de La Hulpe en 1938, est élu conseiller communal suppléant et devient conseiller communal effectif en 1943 pour être ensuite exclu du conseil par les rexistes. C'est en 1952 qu'il devient bourgmestre de La Hulpe, jusqu'en 1988
La Hulpe est une des entités du Brabant wallon qui fit l'objet de plusieurs projets d'annexion à la Région bruxelloise, notamment encore en 1961 avec les projets du Ministre de l'Intérieur de l'époque, Arthur Gilson, quand le Gouvernement entreprend de fixer définitivement la frontière linguistique. C'est cela qui rapproche Pierre Rouelle du Mouvement wallon. En 1962, il se rend au Congrès du Mouvement populaire wallon réuni pour rendre hommage à André Renard. En 1963, il est membre de la Commission des questions communales de Rénovation wallonne. Il est membre du Collège exécutif de Wallonie en 1964 où il représente la tendance chrétienne. Aux élections de mai 1965, il se présente comme candidat sur une liste wallonne (le Front démocratique wallon), qui a un programme proche du Mouvement populaire wallon. Lors de la fondation du Rassemblement wallon en février 1968, il patronne le nouveau parti et est élu sur cette liste comme député de Nivelles. Il s'oppose vivement à la double appartenance du Brabant wallon au Conseil économique wallon et au Conseil économique brabançon. Il est réélu député en 1971, 1974, 1977 mais quitte l'activité parlementaire en 1978. Il accepte cependant de faire partie d'associations prônant la scission de la Province de Brabant et de patronner le mouvement Wallonie Région d'Europe. Il quitte toute activité politique en 1994.